# Papa Ioan al XXII-lea
Papa Ioan al XXII-lea (n. 1244, Cahors, Midi-Pyrénées, Franța – d. 4 decembrie 1334, Avignon, Grand Avignon⁠(d), Franța) a fost al 196-lea papă al Romei. A fost al doilea papă al exilului de la Avignon.